# Archie McCall
Archibald „Archie“ McCall (* 21. Juli 1861 in Renton; † 17. April 1936 in Dumbarton) war ein schottischer Fußballspieler. In seiner aktiven Karriere als Spieler gewann er in den 1880er Jahren zweimal den schottischen Pokal. James McCall war sein Halbbruder.

## Karriere
Archie McCall spielte für den FC Renton. Mit dem Verein gewann er in den Jahren 1885 und 1888 den Schottischen Pokal. Am 24. März 1888 kam er zu einem Einsatz für die schottische Fußballnationalmannschaft. Im Länderspiel gegen Irland das im Solitude in Belfast ausgetragen wurde, gewann Schottland mit 10:2.

## Erfolge
mit dem FC Renton
- Schottischer Pokalsieger (2): 1885, 1888